# Georges André
Georges Yvan André (París, 13 d'agost de 1889 - Tànger, 4 de maig de 1944), més conegut com a Géo André, va ser un esportista, periodista i aviador francès. És un dels esportistes més complets de principis del segle xx. Va destacar com atleta i jugador de rugbi, encara que també practicà altres esports a alt nivell, com el tennis. André va participar en quatre Jocs Olímpics, sempre en atletisme. Tot i que va participar en diverses proves, tan sols va guanyar dues medalles d'argent i bronze. En els seus darrers Jocs, els de París 1924, André fou l'encarregat de fer el jurament olímpic dels atletes.

## Biografia
Géo André va nàixer a París el 1889. De jove va estudiar a l'École supérieure d'électricité i a l'École supérieure de l'aéronautique. Com a periodista esportiu, va escriure per a diversos diaris. Des de l'agost de 1914 va ser membre del cos d'infanteria a la Primera Guerra Mundial, on va ser greument ferit al turmell i capturat. Després de sis intents, va escapar per a tornar al front com a aviador. Per la seva tasca, va ser condecorat amb la Medalla Militar. Dues dècades després, va participar servint com a soldat a la Segona Guerra Mundial. Va lluitar al nord d'Àfrica, on va topar-se amb la mort prop de la ciutat de Tànger. Era casat i pare de deu fills.
Una placa a la seva residència, al carrer Marguerin de París, i el nom a diversos estadis a tota França honren la seva memòria.

### Atleta
André fou un atleta que practicà diverses proves, tot i que va destacar com a corredor de tanques i saltador d'alçada. Va debutar en 1908 en uns Jocs Olímpics, participant precisament en les dues modalitats d'aquesta prova: amb impuls i sense. A la primera, malgrat no estar entre els favorits va guanyar la medalla d'argent i tan sols la mala sort li llevà la daurada. A l'últim salt André va superar els 1,90 metres, però els seus pantalons s'enganxaren al llistó i el tiraren. Fou cinquè en la prova sense impuls. Quatre anys després, a Estocolm va participar en els 110 m tanques, el salt d'alçada amb impuls i sense, el pentatló i el decatló. El resultats foren prou roins i no estigué prop de guanyar cap medalla.
Després de la Guerra, ja retirat del salt d'alçada pels problemes al turmell, va participar en els Jocs d'Anvers en els 400 metres llisos, els 400 metres tanques i els relleus 4x400 metres. Guanyà la seva segona medalla, aquesta de bronze, en els relleus, mentre que fou quart als 400 metres tanques. La seva darrera participació fou al Jocs de la seva ciutat natal: París. Allí va ser l'encarregat de fer el jurament olímpic. Va repetir participació i posició als 400 metres tanques.

### Jugador de rugbi
André jugava a rugbi en la posició d'ala. Va arribar a jugar amb la selecció francesa set partits. Debutà a Bordeus contra Sud-àfrica l'11 de gener de 1913 i disputà les edicions de 1913 i 1914 del Torneig de les Cinc Nacions, Abans que la Guerra Mundial interrompés el torneig i la seva carrera esportiva. Amb el Racing Club de France fou finalista al campionat francès el 1912 i 1920.

## Carros de foc
George André surt breument a la pel·lícula Carros de foc, d'Hugh Hudson, interpretat per l'actor francès Yves Beneyton. Precisament, és representat mentre realitza el jurament olímpic a la cerimònia d'apertura dels Jocs de París de 1924.